# Ярлунг-Цангпо
29°09′22″ пн. ш. 93°58′59″ сх. д. / 29.156° пн. ш. 93.983° сх. д.
Ярлунг-Цангпо або Ярлунг-Зангбо (тиб. ཡར་ཀླུངས་གཙང་པོ་, вайлі: Yarlung Zangbo, тибетський піньїнь: yar kLungs gTsang po) або Ялу-Цангпо (спрощ.: 雅鲁藏布江; піньїнь: Yǎlǔzàngbù Jiāng) — річка, що протікає через Тибетський автономний район Китаю та Аруначал-Прадеш, Індія. 
Це найдовша річка Тибету і п'ята за довжиною в Китаї. 

Верхня частина також називається Макуан, що означає «Кінська річка». 

Має витоки на льодовику Ангсі в західному Тибеті, на південний схід від гори Кайлас і озера Манасаровар, нижче за течією утворює долину Південного Тибету і Великий каньйон Ярлунг-Цангпо, перш ніж перетинає кордон індійського штату Аруначал-Прадеш. 
Нижче за течією від Аруначал-Прадеш річка стає набагато ширшою і називається Сіанг. 
Після досягнення Ассаму річка відома як Брахмапутра.
Виходячи з Тибетського плато, річка утворює найбільший і найглибший у світі каньйон, Великий каньйон Ярлунг-Цангпо. 

## Опис

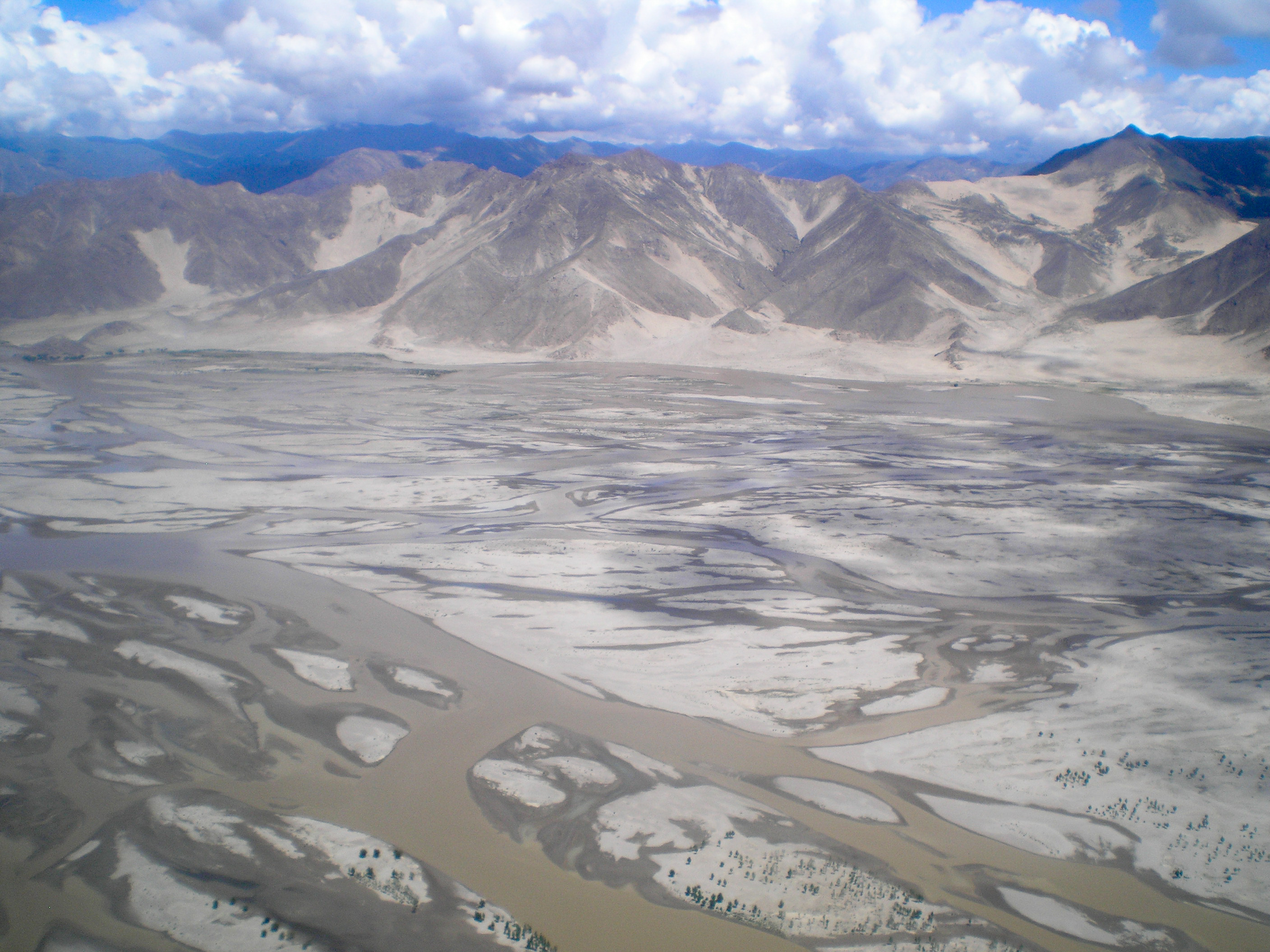
Ярлунг Цангпо на південний захід від Лхаси

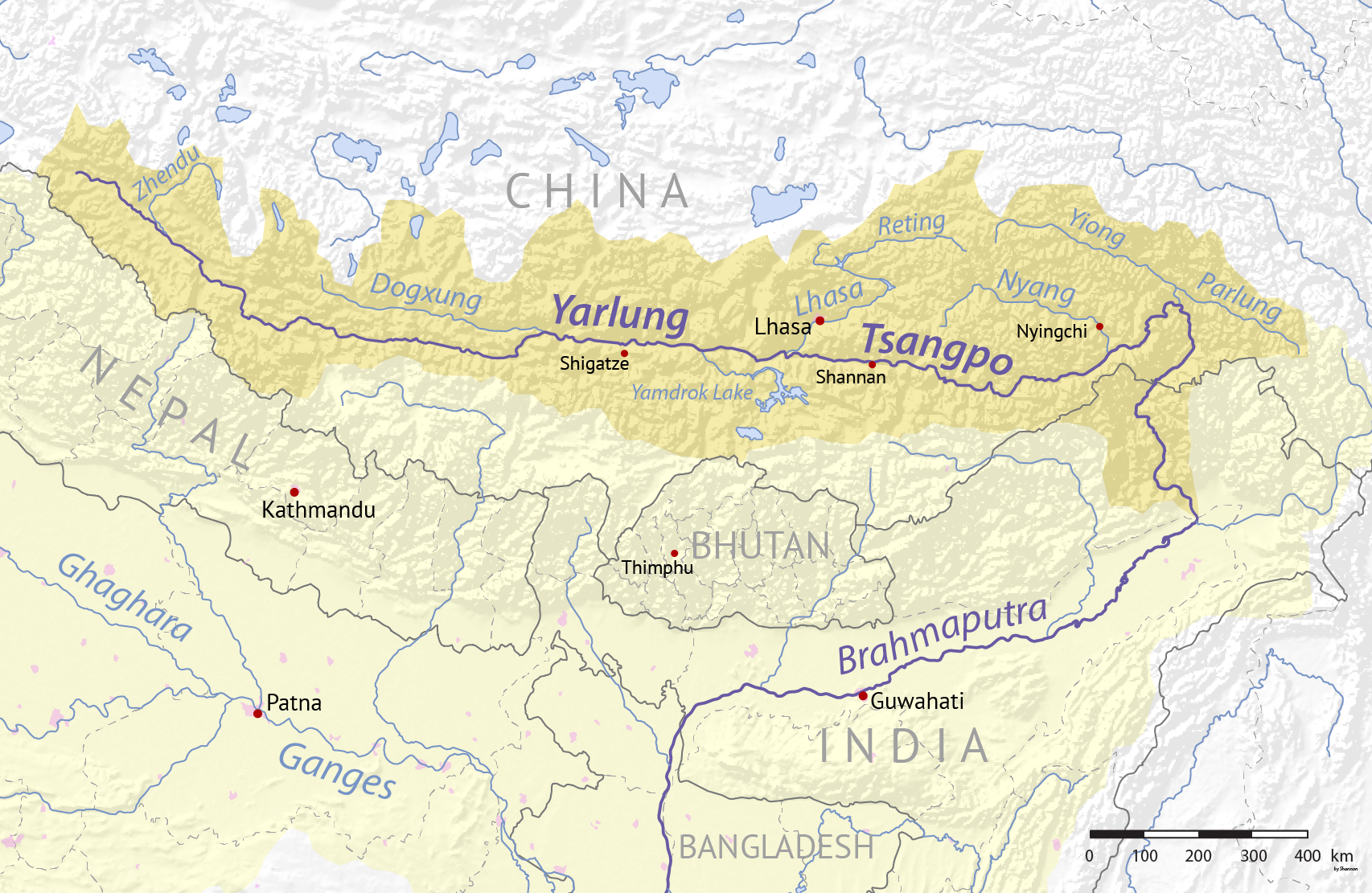
Карта річки Ярлунг-Цангпо

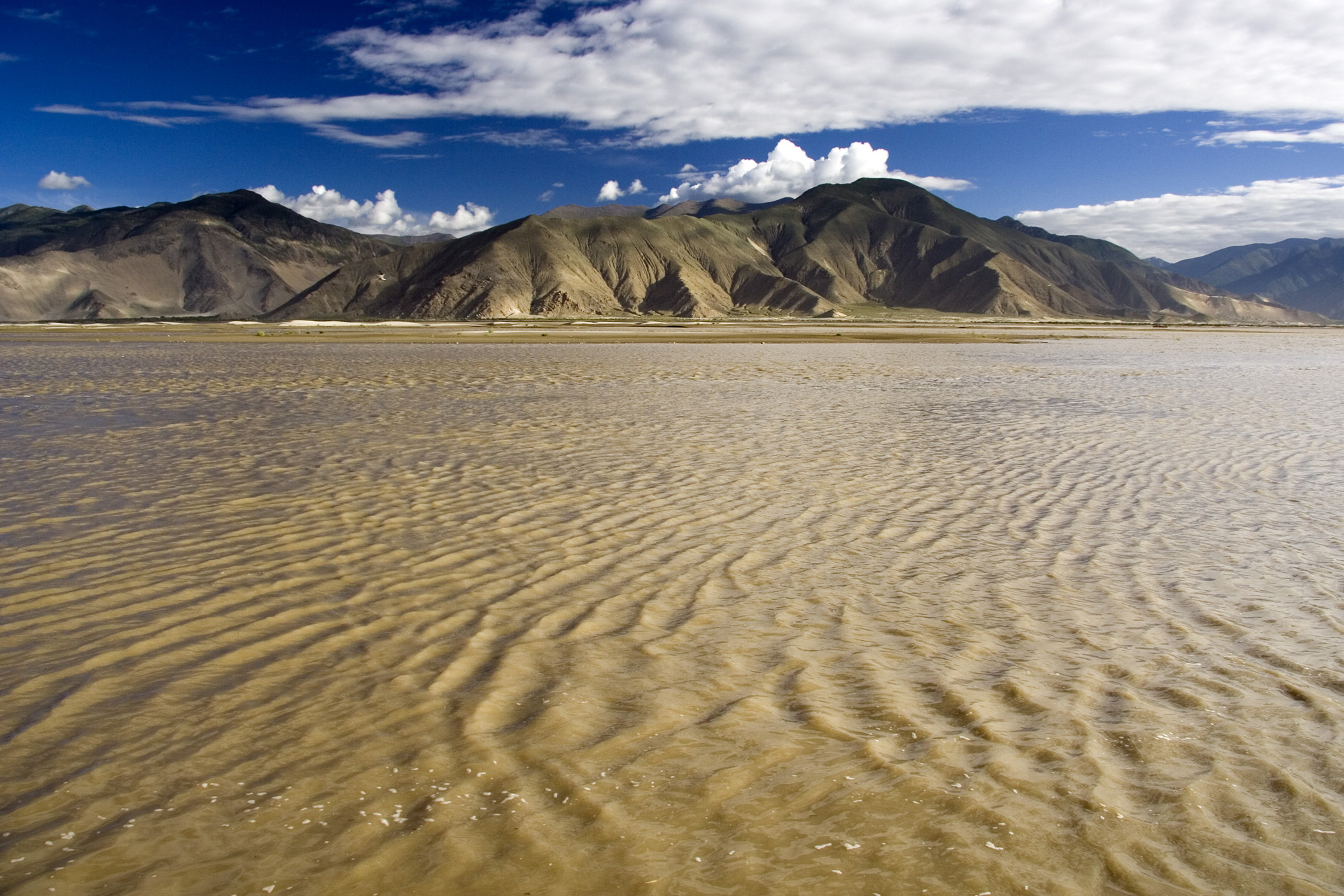
Річка Ярлунг-Цангпо, осад

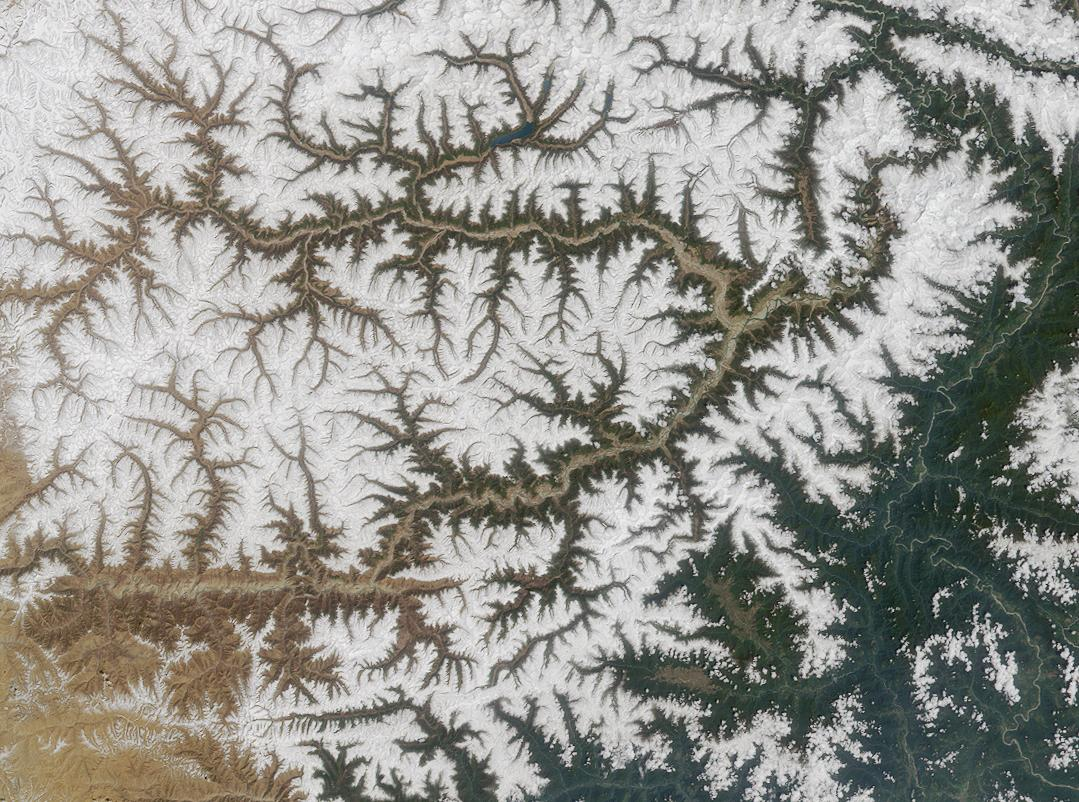
Річка Ярлунг-Цангпо, що протікає через Тибет, з вершинами Намче-Барва та Гіала-Пері. Центр зображення знаходиться на

Річка Ярлунг-Цангпо — найповноводніша велика річка світу. 
Її найдовша притока — річка Ньянг. 
Основні притоки Ярлунг-Цангпо:  Ньянгчу, Лхаса, Ньянг і Парлунг-Цангпо.
У Тибеті річка протікає через долину Південного Тибету, яка має приблизно 1200 км завдовжки та 300 км завширшки. 
Долина спускається з 4500 м над рівнем моря до 3000 м. 

Коли вона спускається, навколишня рослинність змінюється від холодної пустелі до посушливого степу та листяної чагарникової рослинності. 
Згодом змінюється на хвойно-рододендроновий ліс. 
Лінія дерев знаходиться приблизно на висоті 3200 м. 

Сточище річки Ярлунг, обмежене Гімалаями на півдні та горами Канг-Рінпоче та Ньєнчен-Тангла на півночі, має менш суворий клімат, ніж прилеглі північні (і високогірні) частини Тибету, і є домівкою для більшості населення Тибетського автономного району .
Великий каньйон Ярлунг-Цангпо, утворений підковоподібним вигином річки, де вона виходить із Тибетського плато та протікає навколо Намче-Барви, є найглибшим і, можливо, найдовшим каньйоном у світі. 

Річка Ярлунг-Цангпо має три великі водоспади в своєму річищі. 

Найбільший водоспад річки, «Прихований водоспад», не був оприлюднений на Заході до 1998 року, коли його спостереження західними людьми було коротко проголошено «відкриттям». 

Їх навіть зображували як відкривачів великого водоспаду, який був темою історій, розказаних тибетськими мисливцями та буддистськими ченцями раннім жителям Заходу , але який ніколи не був знайдений західними дослідниками в той час. 
 
Китайська влада заперечила, однак, заявивши, що китайські географи, які досліджували ущелину з 1973 року, вже зробили фотографії водоспаду в 1987 році з вертольота. 

## Дослідження на байдарках

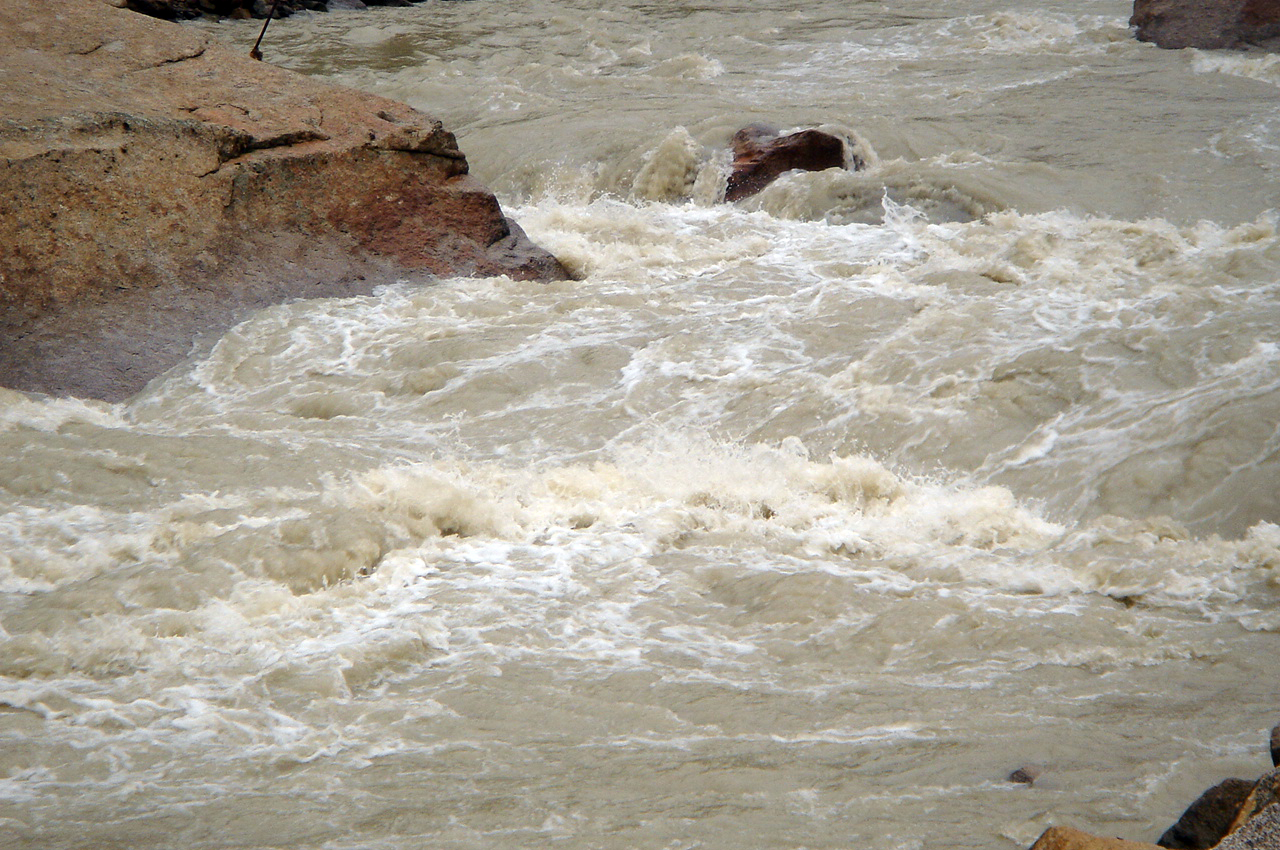
Бурхлива вода Ярлунг-Цангпо

З 1990-х років річка Ярлунг Цангпо є місцем рафтингу низки команд, які займаються розвідкою та катанням на байдарках. 

Річку називають «Еверестом річок» через екстремальні умови річки.

Перша спроба рафтингу зроблена в 1993 році японською командою, яка втратила одного спортсмена на річці.
У жовтні 1998 року експедиція на байдарках, спонсорована Національним географічним товариством, спробувала пройти Великий каньйон Ярлунг-Цангпо. 
Через неочікувано високий рівень води, експедиція закінчилася трагедією зі смертю досвідченого рафтера Дага Гордона . 

У січні-лютому 2002 року міжнародна група у складі Скотта Ліндгрена, Стіва Фішера, Майка Еббота, Аллана Елларда, Дастіна Наппа та Джонні та Віллі Керн завершила перший спуск у верхній частині ущелини Цангпо. 

## Дамби та гідроенергетичні проекти
У листопаді 2020 року голова Power Construction Corporation of China оголосив про будівництво «супер» греблі на Ярлунг-Цангпо, яка стане найбільшою у світі гідроелектростанцією. 

У грудні 2024 року Китай схвалив будівництво ГЕС Медог, яка має стати найбільшою у світі ГЕС на Ярлунг-Цангбо, проект коштуватиме близько 1 трильйона юанів (127 млрд доларів США) 
.